# Martin A. Peacock
Martin Alfred Peacock (* 15. Januar 1898 in Edinburgh; † 30. Oktober 1950) war ein britisch-kanadischer Mineraloge, Geologe und Kristallograph.

## Leben und Werk
Peacock war der Sohn eines Ingenieurs und wuchs in Edinburgh und Glasgow auf. Ab 1915 besuchte er die University of Glasgow, unterbrochen vom Wehrdienst im Ersten Weltkrieg ab 1917 beim Royal Flying Corps. Sein Flugzeug wurde abgeschossen und er war ein Jahr in deutscher Kriegsgefangenschaft. Danach setzte er sein Studium in Glasgow fort mit dem Bachelor-Abschluss 1922, wobei er auch Musik studierte und 1923 an der Royal Academy of Music in London einen Abschluss in Klavier machte. Anschließend untersuchte er für seine Dissertation in Glasgow bei J. W. Gregory 1925 vulkanische Gesteine aus Island, sowohl in der auf C. S. Mackenzie zurückgehenden Sammlung in Glasgow als auch vor Ort in Island. Das führte auch zu mehreren Veröffentlichungen zur Geologie und Petrographie Islands.
Ab 1926 war er an der Harvard University, wo er unter Charles Palache begann, sich mit Kristallographie zu befassen. Er arbeitete an der Aufklärung der Kristallstruktur von Calaverit, einem damals offenen Problem, und reiste dazu auch nach Heidelberg zu Victor Moritz Goldschmidt, woraus sich eine Freundschaft ergab (1933 war er einige Monate nach dem Tod Goldschmidts in Heidelberg, um dessen unveröffentlichte Arbeiten zu vollenden). 1929 wurde er Lecturer und dann Assistant Professor an der University of British Columbia, was in den Zeiten der Depression 1932 endete. An der kanadischen Westküste befasste er sich unter anderem auf dem Gebiet der Geomorphologie mit den dortigen Fjorden. Er war 1932 bis 1937 in Harvard, wo ihn Palache für die Neuauflage (7. Auflage) von Dana′s System of Mineralogy beschäftigte, was zu mehreren mineralogischen Veröffentlichungen führte. Außerdem erlernte er die gerade in Harvard neu eingeführten röntgenkristallographischen Methoden. 1937 wurde er Professor an der University of Toronto mit einer vollen Professur für Mineralogie und Kristallographie ab 1946.
Peacock gilt als Erstbeschreiber für eine Reihe neuer Minerale wie unter anderem Hedleyit (1945 zusammen mit Warren), Montbrayit (1945 zusammen mit Thompson), Parawollastonit (eigentlich Wollastonit-2M, 1935) und Pararammelsbergit (1940 zusammen mit Dadson). Bei den Mineralen Hauchecornit, Heazlewoodit, Maucherit, Parkerit, Shandit gelang es ihm, deren genaue chemische Zusammensetzung bzw. Kristallstruktur zu ermitteln.
1932 erhielt er einen D.Sc. in Glasgow. 1948 wurde er Präsident der Mineralogical Society of America und er war Fellow der Royal Society of Canada. 1949 war er Vizepräsident der Geological Society of America.
Peacock war seit 1937 verheiratet und hatte zwei Töchter.

## Ehrungen und Mitgliedschaften
Das Mineral Pavonit ist nach ihm benannt (Pavo ist Pfau, englisch Peacock, auf Latein).
Peacock war Ehrenmitglied der Mineralogical Society of Great Britain and Ireland.

## Veröffentlichungen (Auswahl)
- The vulcano-glacial palagonite formation of Iceland, 1926
- A contribution to the petrography of Iceland, 1924–25
- The distinction between chlorophaeite and palagonite, 1930
- Classification of igneous rock series, 1931